# Segona categoria del Campionat de Catalunya de futbol 1906-1907
Resultats de la lliga de Segona categoria del Campionat de Catalunya de futbol 1906-1907.

## Sistema de competició
La primera edició de la Segona categoria (descomptant l'anterior experiment amb la Copa Torino de la temporada 1903-04) consistí en una lliga formada per 6 equips: Foot-ball Club Espanya, Salut Sport Club, Centre de Sports de Sabadell Foot-ball Club, i els segons bàndols de Foot-ball Club Barcelona, Català Foot-ball Club i Foot-ball Club X, segons els noms de l'època. L'Espanya i l'X no tenien camp propi aquesta temporada i els partits com a local els jugaren al Velòdrom de la Bonanova (propietat del Català) i al camp del Carrer Muntaner (pertanyent al Barcelona) respectivament. Amb la presència del Sabadell es posava fi a tot un lustre sense participar equips de fora de la capital, d'ençà la primera edició de la Copa Macaya, quan ho feu el Tarragona. Finalment, l'Espanya guanyà el seu primer campionat, un equip que feia tot just poc més d'un any que s'havia creat.

## Classificació
| Pos | Equip          | PJ | PG | PE | PP | GF | GC | DG  | Pts | Classificació |
| --- | -------------- | -- | -- | -- | -- | -- | -- | --- | --- | ------------- |
| 1   | FC Espanya (C) | 9  | 7  | 1  | 1  | 37 | 12 | +25 | 15  | Campió        |
| 2   | FC Barcelona   | 10 | 6  | 0  | 4  | 28 | 10 | +18 | 12  |               |
| 3   | Català FC      | 10 | 5  | 1  | 4  | 18 | 19 | −1  | 11  |               |
| 4   | Salut SC       | 10 | 4  | 1  | 5  | 13 | 41 | −28 | 9   |               |
| 5   | FC X           | 9  | 3  | 1  | 5  | 12 | 13 | −1  | 7   |               |
| 6   | CE Sabadell    | 8  | 1  | 0  | 7  | 2  | 15 | −13 | 2   |               |

## Resultats
| Jornada |                |           |   |           |       |       |       |
| ------- | -------------- | --------- | - | --------- | ----- | ----- | ----- |
| 1       | 20 gener 1907  | X         | - | Espanya   | 1     | -     | 3     |
| 1       | 20 gener 1907  | Salut     | - | Barcelona | 0     | -     | 12    |
| 1       | 2 febrer 1907  | Català    | - | Sabadell  | 1     | -     | 0     |
| 2       | 27 gener 1907  | Català    | - | X         | 1     | -     | 2     |
| 2       | 27 gener 1907  | Salut     | - | Espanya   | 0     | -     | 8     |
| 2       | 27 gener 1907  | Barcelona | - | Sabadell  | 2     | -     | 0     |
| 3       | 3 febrer 1907  | Espanya   | - | Barcelona | 1     | -     | 4     |
| 3       | 3 febrer 1907  | Català    | - | Salut     | 3     | -     | 2     |
| 3       | 3 febrer 1907  | Sabadell  | - | X         | (c/p) | (c/p) | (c/p) |
| 4       | 17 febrer 1907 | X         | - | Barcelona | 1     | -     | 0     |
| 4       | 17 febrer 1907 | Espanya   | - | Català    | 6     | -     | 1     |
| 4       | 17 febrer 1907 | Sabadell  | - | Salut     | 1     | -     | 2     |
| 5       | 24 febrer 1907 | Salut     | - | X         | 1     | -     | 5     |
| 5       | 24 febrer 1907 | Sabadell  | - | Espanya   | 1     | -     | 9     |
| 5       | 24 febrer 1907 | Català    | - | Barcelona | 1     | -     | 0     |
| 6       | 3 març 1907    | Espanya   | - | X         | 1     | -     | 0     |
| 6       | 3 març 1907    | Barcelona | - | Salut     | 1     | -     | 2     |
| 6       | 3 març 1907    | Sabadell  | - | Català    | (n/p) | (n/p) | (n/p) |
| 7       | 10 març 1907   | Espanya   | - | Salut     | 2     | -     | 2     |
| 7       | 10 març 1907   | X         | - | Català    | 1     | -     | 1     |
| 7       | 7 abril 1907   | Sabadell  | - | Barcelona | 0     | -     | 1     |
| 8       | 17 març 1907   | Salut     | - | Català    | 0     | -     | 7     |
| 8       | 17 març 1907   | X         | - | Sabadell  | —     | —     | —     |
| 8       | 21 abril 1907  | Barcelona | - | Espanya   | 1     | -     | 4     |
| 9       | 24 març 1907   | Català    | - | Espanya   | 2     | -     | 3     |
| 9       | 24 març 1907   | Barcelona | - | X         | 2     | -     | 0     |
| 9       | 24 març 1907   | Salut     | - | Sabadell  | (n/p) | (n/p) | (n/p) |
| 10      | 31 març 1907   | X         | - | Salut     | 2     | -     | 4     |
| 10      | 31 març 1907   | Espanya   | - | Sabadell  | —     | —     | —     |
| 10      | 31 març 1907   | Barcelona | - | Català    | 5     | -     | 1     |
|         |                |           |   |           |       |       |       |

Notes
- Jornada 1: el matx Salut-Barcelona es jugà en el camp de Muntaner.[1][2] El Català-Sabadell s'ajornà per la mort de la germana del secretari del Sabadell, Sr. Giravent.[3][4]
- Jornada 2: Salut es retirà abans de finalitzar la segona part.[5]
- Jornada 3: X cedí els punts en presentar només 7 jugadors.[6]
- Jornada 6: per incompareixença del Sabadell els punts foren assignats al Català.[7][8]
- Jornada 9: per incompareixença del Sabadell els punts foren assignats al Salut.[9][10]
- Jornada 10: X presentà només 8 jugadors, el mínim permès pel reglament.[11]
- Jornades 8 i 10: amb el campionat ja resolt, els partits del Sabadell no es disputaren.

|    |                | FC Espanya | FC Barcelona | Català FC | Salut SC | FC X | CS Sabadell FC |
| 1. | FC Espanya     |            | 1:4          | 6:1       | 2:2      | 1:0  | Fallat         |
| 2. | FC Barcelona   | 1:4        |              | 5:1       | 1:2      | 2:0  | 2:0            |
| 3. | Català FC      | 2:3        | 1:0          |           | 3:2      | 1:2  | 1:0            |
| 4. | Salut SC       | 0:8        | 0:12         | 0:7       |          | 1:5  | 0:0            |
| 5. | FC X           | 1:3        | 1:0          | 1:1       | 2:4      |      | Fallat         |
| 6. | CS Sabadell FC | 1:9        | 0:1          | 0:0       | 1:2      | 0:0  |                |